# Syllepte amando
Syllepte amando is een vlinder uit de familie van de grasmotten (Crambidae), uit de onderfamilie van de Spilomelinae. De wetenschappelijke naam van deze soort is voor het eerst voorgesteld als Phalaena amando door Pieter Cramer in een publicatie uit 1779.
De soort komt voor in Cuba, Honduras, Nicaragua, Costa Rica, Panama, Suriname, Frans-Guyana, Brazilië en Argentinië.